# 交響曲第2番 (ミヨー)
交響曲第2番 作品247は、ダリウス・ミヨーが作曲した2番目の交響曲。

## 概要
1944年、セルゲイ・クーセヴィツキーの亡妻であるナタリーの記念のためにクーセヴィツキー財団からの委嘱に応じて作曲を行い、短期間で完成した。初演は1946年12月20日に、ミヨー自身の指揮とボストン交響楽団によって行なわれた。
きわめて独特な構造を備えたこの交響曲は「死」を巡る交響曲であると言われている。

## 構成
全5楽章の構成で、演奏時間は約28分。
第1楽章 穏やかに
優しい曲調で主要主題はピッコロで奏されてフルートに受け継がれる。
第2楽章 神秘的に
葬送的な苦悩と悲嘆が込められ、それらを呼び起こすヴァイオリンの旋律とフルートとピッコロの対位旋律で始まり、主題やモティーフなどを組み合わせて静かに再現部となってコーダへと至っていく。
第3楽章 悲痛に
イングリッシュホルンとコントラファゴットが中心となって詠嘆の歌が聞かれる。
第4楽章 泰然と
フルートによって静かな旋律が歌われる。
第5楽章 アレルヤ
緻密に組み立てられたフーガ形式の激しい「アレルヤ」である。チェロとコントラバスが奏する主題に対して、ヴィオラの奏する対主題に木管楽器が絡んで、不可避なる死の彼岸にある世界を高らかに歌い上げる。